# Milesia lamus
Milesia lamus är en tvåvingeart som först beskrevs av Walker 1849.  Milesia lamus ingår i släktet Milesia och familjen blomflugor. Inga underarter finns listade i Catalogue of Life.